# Звязда (издательство)
«Издательский дом „Звязда“» (бел. «Выдавецкі дом „Звязда“») — крупнейшее белорусское редакционно-издательское учреждение, основанное в ноябре 2012 года. Основатель — Министерство информации Республики Беларусь. Первый медиахолдинг, созданный в Республике Беларусь.

## История

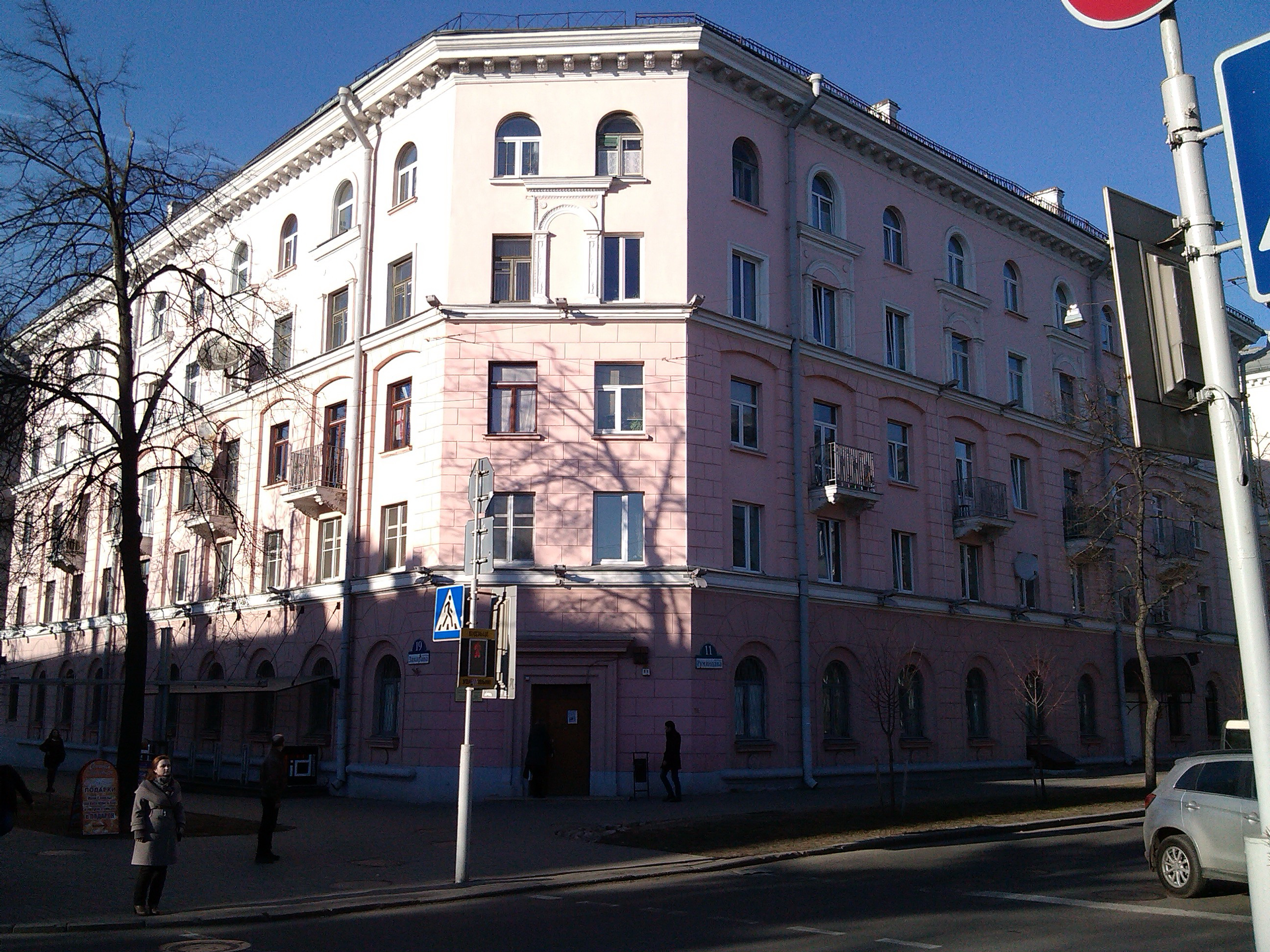
Здание, в котором расположено издательство

Редакционно-издательское учреждение «Издательский дом „Звязда“» создано в ноябре 2012 путём присоединения к учреждению «Редакция газеты „Звязда“» РИУ «Літаратура і Мастацтва» (в состав которого входили литературно-художественные и общественно-политические журналы «Полымя», «Маладосць» (с дополнением «Бярозка»), «Нёман», «Вожык», газета «Літаратура і мастацтва»). С 1 ноября 2012 года издательство приступило к работе.

## Профиль издательства

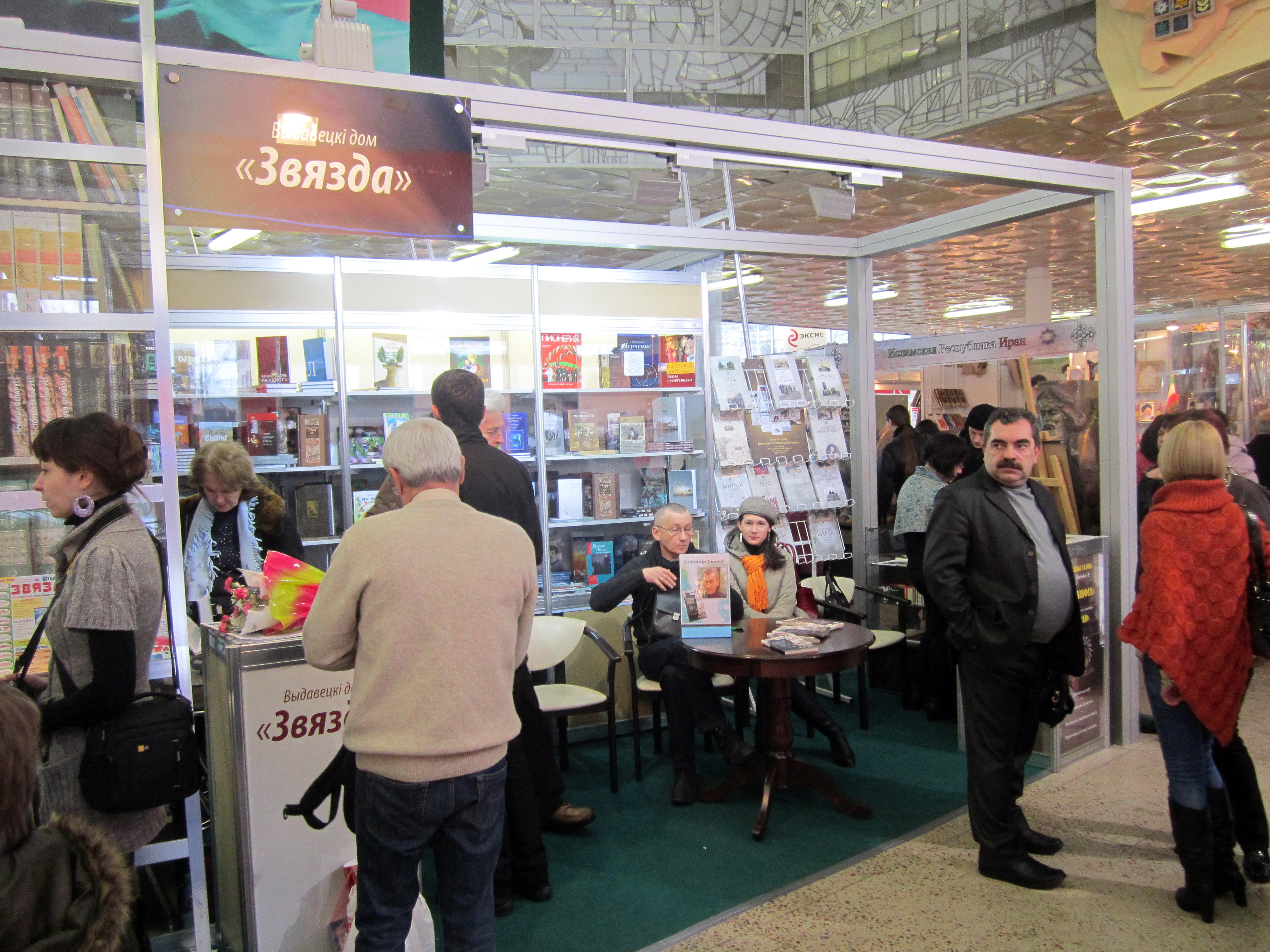
Стенд ИД «Звязда». XX Международная книжная выставка, Минск, 2013

Книжный профиль РИУ «Издательский дом „Звязда“»: художественная, краеведческая, биографическая, учебная литература, книги для детей и подростков. В год издаётся около 100 книг на белорусском и русском языках.

## Награды
- 4 февраля 2014 года на 53-м Национальном конкурсе «Искусство книги» серия из двенадцати книг «Издательского дома „Звязда“» «Созвучие сердец» стала лауреатом спецноминации «Садружнасць» (рус. «Содружество»). Также несколько книг издательства были признаны лучшими «АРТ-книгами» (лучшие книги по изобразительному искусству)[4][5].
- В апреле 2014 года руководство издательского дома «Звязда», главный редактор А. Карлюкевич и первый заместитель директора А. Бадак, стали лауреатами Межгосударственной премии «Звёзды Содружества». Такое решение было принято Советом по Межгосударственным премиям СНГ. Отмечены наградой они стали за достижения в ветви гуманитарной деятельности[6].
- Почётная грамота Правительства Российской Федерации (10 июля 2017 года) — за большой вклад в сохранение русского языка и культуры, а также в дело консолидации соотечественников за рубежом[7].